# Sumitomo Mitsui Banking Corporation
Sumitomo Mitsui Banking Corporation (яп. 株式会社三井住友銀行) — один из крупнейших японских банков. Штаб-квартира располагается в Токио, Япония. Входит в состав групп Sumitomo и Mitsui.

## История
В 1683 году сын бакалейщика Мицуи Такатоси (1622—1694) открыл, получив разрешение сёгуна Токугава Цунаёси, меняльную лавку на территории современного токийского района Тиёда, положив начало истории торгового дома Мицуи (Mitsui).
В 1876 году основан Mitsui Bank с капиталом ¥2 млн. 
В 1895 году создаётся Sumitomo Bank. 
В 1936 году 7 крупнейших банков префектуры Хёго объединены в Kobe Bank.
В 1943 году в результате объединения Mitsui Bank и Dai-Ichi Bank образуется Teikoku Bank.
1944 год — объединение Teikoku Bank и Jugo Bank.
1945 год — Sumitomo Bank объединяется с Hannan Bank и Ikeda Jitsugyo Bank.
В 1948 году из Teikoku Bank выделяется вновь созданный Dai-Ichi Bank. Sumitomo Bank переименовывается в Osaka Bank. Teikoku Bank получает листинг на фондовых биржах Токио и Осаки.
В 1949 году Osaka Bank выходит на Токийскую и Осакскую биржи. 
В 1952 году Osaka Bank вновь переименовывается в Sumitomo Bank.
В 1954 году Teikoku Bank переименован в Mitsui Bank.
1965 год — Sumitomo Bank объединяется с Kawachi Bank. В 1968 году Mitsui Bank объединяется с Toto Bank.
1973 год — Kobe Bank и Taiyo Bank объединяются в Taiyo Kobe Bank.
1986 год — Sumitomo Bank объединяется с Heiwa Sogo Bank.
1989 год — акции Sumitomo Bank получают листинг на Лондонской фондовой бирже. 
В 1990 году в результате объединения Mitsui Bank и Taiyo Kobe Bank образуется Mitsui Taiyo Kobe Bank, переименованный в 1992 году в Sakura Bank. 
1996 год — создаётся Wakashio Bank.
В 2001 году Sakura Bank и Sumitomo Bank сливаются в Sumitomo Mitsui Banking Corporation (SMBC) (капитал ¥1276,7 млрд).
В 2003 году Wakashio Bank входит в состав SMBC.
В 2008 году SMBC за £500 млн приобретает 2,1% акций Barclays.
В 2009 году открыт дочерний банк в России — Sumitomo Mitsui Rus Bank.

## Деятельность
Банковская корпорация SMBC является основной дочерней структурой финансовой группы Sumitomo Mitsui Financial Group, на нее приходится 215,85 трлн иен из 242,58 трлн активов группы и 1,482 трлн иен из 2,806 трлн иен выручки. Размер депозитов на март 2021 года составлял 134,69 трлн иен ($1,224 трлн) из 142,03 трлн иен ($1,291 трлн) группы.

## Дочерние компании
Sumitomo Mitsui Banking Corporation принадлежит 127 дочерних и 26 ассоциированных компаний. К числу основных относятся:
- Sakura Card Co., Ltd. — компания, выпускающая пластиковые карты Sakura Card JCB для всей группы компаний.
- At-Loan Co., Ltd. — совместное предприятие Sumitomo Mitsui Banking Corporation и Sanyo Shinpan Finance and Nippon Life Insurance, предоставляющее необеспеченные кредиты физическим лицам.
- The Japan Net Bank, Ltd. — первый японский специализированный интернет-банк. Создан в 2000 году для совершения операций при покупках через Интернет.
- SMBC Consulting Co., Ltd. — специализируется на предоставлении консалтинговых услуг.
- Financial Link Company, Limited — создана в 2002 году для оптимизации оказания финансовых услуг корпоративным клиентам.
- The Minato Bank, Ltd. — дочерний банк. Ведёт деятельность исключительно в японской префектуре Хёго.
- Kansai Urban Banking Corporation — дочерний банк для обслуживания в Японии малого и среднего бизнеса.
- Japan Pension Navigator Co., Ltd. — оказывает комплексные консультационные услуги относительно пенсионных услуг.